# بنه انبار
بن انبار
بنه انبار، روستایی از توابع بخش مرکزی شهرستان بهبهان در استان خوزستان ایران است.

## جمعیت
این روستا در دهستان حومه و مابین روستاهای خاییز و امامزاده علمدار و در کوهپایه کوه خاییز قرار دارد و براساس سرشماری مرکز آمار ایران در سال ۱۳۸۵، جمعیت آن ۲۳ نفر (۴خانوار) بوده‌است.